# Аддалачченай-04
Грама Ніладхарі Аддалачченай-04 (№ AD/30) — Грама Ніладхарі підрозділу ОС Аддалачченай, округ Ампара, Східна провінція, Шрі-Ланка.

## Демографія
| Населення (2007) | Населення (2007) | Населення (2007) | Населення (2007) | Населення (2007) |
| Населення        | Чоловіки         | Жінки            | Діти             | Дорослі          |
| ---------------- | ---------------- | ---------------- | ---------------- | ---------------- |
| 1479             | 730              | 749              | 587              | 892              |